# Nery Pumpido
Nery Alberto Pumpido (Santa Fe, 30 luglio 1957) è un ex calciatore e allenatore di calcio argentino, di ruolo portiere. Con la Nazionale argentina è stato campione del Mondo nel 1986.

## Carriera

### Club
Pumpido inizia a guadagnare notorietà come portiere dell'Unión de Santa Fe nei primi anni ottanta. Dopo un breve periodo al Vélez Sársfield, passa al Club Atlético River Plate per riempire il vuoto lasciato da Ubaldo Fillol. Nel 1989 Pumpido rischiò di perdere il dito di una mano durante un allenamento, ma gli venne salvato con un intervento chirurgico.

### Nazionale
César Luis Menotti lo chiama come terzo portiere nella rosa della Nazionale di calcio dell'Argentina che disputa la Coppa del Mondo FIFA 1982, ma non gioca neanche un minuto. Nei Mondiali 1986 è invece titolare della squadra futura campione del mondo, subendo 5 reti in 7 partite. Ai Mondiali 1990 Pumpido gioca solo due partite prima di infortunarsi alla gamba durante Argentina-URSS. Al suo posto viene schierato Sergio Goycochea, che s'imporrà come protagonista del torneo.

### Allenatore
Dopo aver allenato per diverse stagioni l'Unión de Santa Fe viene chiamato alla guida dell'Olimpia Asunción, vincendo la Coppa Libertadores 2002. Viene poi messo sotto contratto dai messicani UANL Tigres. Tra l'ottobre 2005 e il luglio 2006, Pumpido è alla guida del Newell's Old Boys.

## Palmarès

### Giocatore

#### Club
- Campionato argentino: 1

River Plate: 1985-1986

##### Competizioni internazionali
- Coppa Libertadores: 1

River Plate: 1986
- Coppa Intercontinentale: 1

River Plate: 1986

#### Nazionale
- Campionato mondiale: 1

Messico 1986

### Allenatore

#### Competizioni internazionali
- Coppa Libertadores: 1

Club Olimpia: 2002